# Wybory do Folketingetu w 1947 roku
Wybory do Folketingetu w 1947 roku – zostały przeprowadzone 28 października 1947 w Danii i 18 lutego 1948 na Wyspach Owczych. Frekwencja w Danii wynosiła 85,8%, a na Wyspach Owczych – 60,2%. Wybory wygrała lewicowa partia Socialdemokraterne, uzyskując 40% głosów i 57 mandatów w Folketingu.
| Partia                              | % głosów | liczba mandatów |
| ----------------------------------- | -------- | --------------- |
| Socialdemokraterne                  | 40%      | 57              |
| Venstre                             | 27,6%    | 32              |
| Konserwatywna Partia Ludowa         | 12,4%    | 17              |
| Det Radikale Venstre                | 6,9% %   | 10              |
| Komunistyczna Partia Danii          | 6,8%     | 9               |
| Partia Sprawiedliwości              | 4,5%     | -               |
| Dansk Samling                       | 1,2%     | -               |
| Partia Schelswigu                   | 0,4%     | -               |
| Farerska Partia Unii                | 0,4%     | -               |
| Farerska Partia Socjaldemokratyczna | 0%       | 1               |
| Farerska Partia Ludowa              | 0%       | 1               |